# Regan King
Pour les articles homonymes, voir King.

a Compétitions nationales et continentales officielles uniquement.

b Matchs officiels uniquement.
Dernière mise à jour le décembre 2017.
Regan Matthew King, né le 2 octobre 1980 à Cambridge (Nouvelle-Zélande), est un joueur  international néo-zélandais de rugby à XV, jouant au poste de centre. Il dispose également d'un passeport britannique, son père Paul King étant d'origine britannique.
Sa sœur Joelle King est une joueuse professionnelle de squash, championne de Nouvelle-Zélande à de multiples reprises.

## Biographie
Après de bonnes performances au sein de Waikato et des Waikato Chiefs, King marque un essai lors de son unique sélection avec le Nouvelle-Zélande contre le Pays de Galles le 23 novembre 2002. Plusieurs blessures le tiennent écarté du championnat néo-zélandais et du Super 12.
Il est recruté par le Stade français en novembre 2004 puis par les Llanelli Scarlets six mois plus tard.
Il réalise une saison pleine en 2007 et est alors considéré comme l'un des meilleurs centres évoluant en Europe.
Le 1er février 2011, l'ASM Clermont Auvergne annonce sur son site la signature du joueur pour une durée de trois ans.

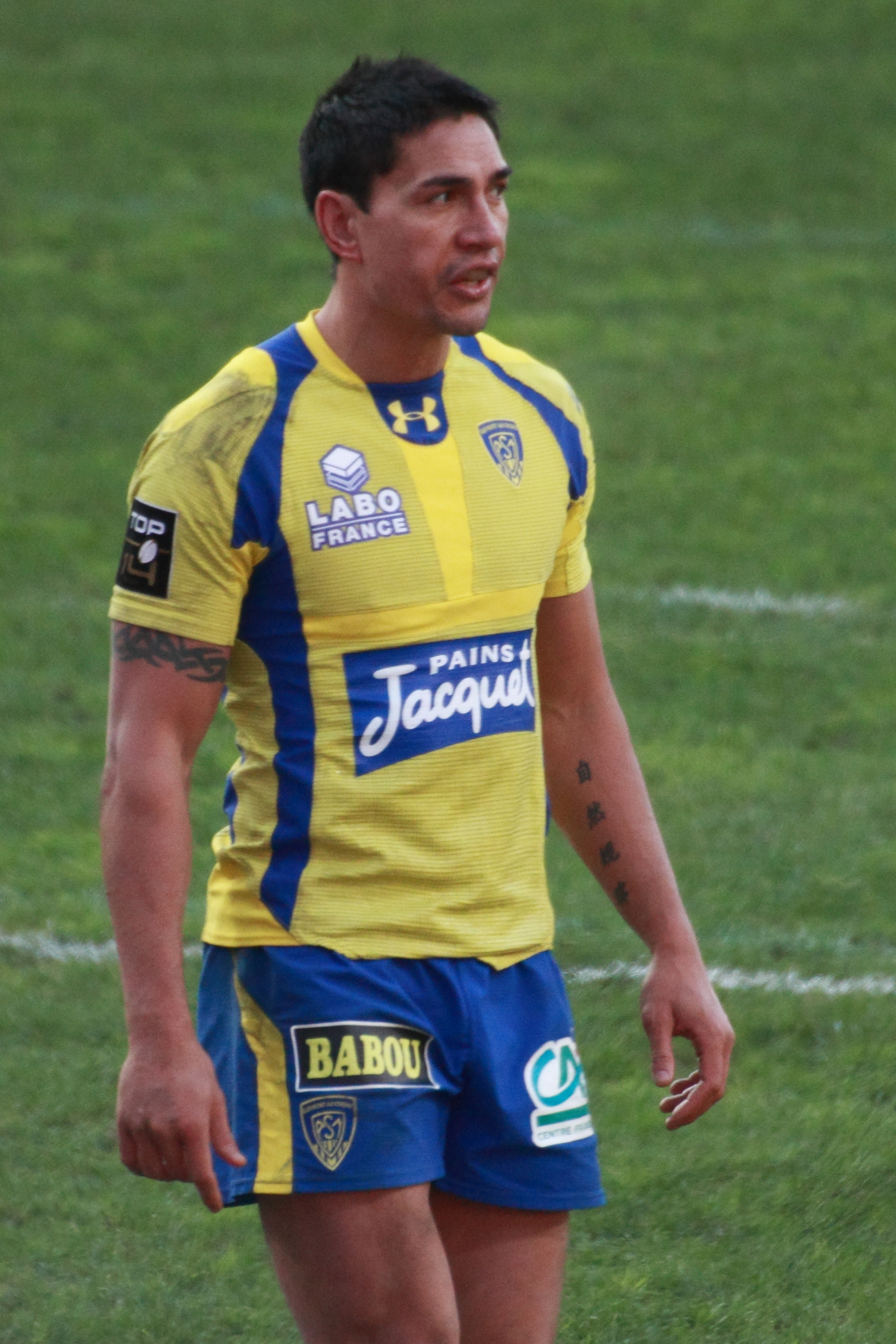
Regan King sous le maillot de l'ASM.

## Statistiques en sélection nationale
- 1 sélection en 2002 contre le pays de Galles
- 1 essai (5 points)